# Доняна
Доняна (на испански: Parque Nacional y Natural de Doñana) е национален парк в автономна област Андалусия, Испания. Той е един от обектите на световното културно и природно наследство на ЮНЕСКО в Испания.

## Разположение
Доняна се намира в провинциите Уелва и Севиля, част от автономната област Андалусия. Територията на парка е 543 km², от които 135 km² са особено охраняема територия. Паркът заема основно крайбрежни гори, сладководни блата и дюни в района на устието на река Гуадалкивир в Атлантическия океан. Паркът е създаден през 1963 г. с цел опазване на невероятното разнообразие на животни (особено птици) и растения.

## Опазване
През 1989 г. в околностите на националния парк е отредена територия, която служи за буферна зона и е обявена за природен парк под ръководството на регионалното правителство. През 1994 г. ЮНЕСКО, определя парка за част от световното наследство и го определя като биосферен резерват. Това е влажна зона с международно значение в списъка на Рамсарската конвенция.
Паркът се характеризира с огромно биоразнообразие уникално за Европа. Тук има голямо разнообразие от екосистеми, срещат се десетки видове европейски и африкански прелетни птици. Тук е място за зимуване на над половин милион прелетни водоплаващи птици. Срещат се още елен лопатар, западноевропейски благороден елен (Cervus elaphus elaphus), дива свиня, язовец, египетска мангуста, и застрашени видове като Орел на Адалберт и испански рис.

## Камили
През 19-и и 20 век едно стадо от диви едногърби камили обитава района. Вероятно те са интродуцирани по времето на завладяването на Испания от маврите през 8 век. Възможно е и да са наследници на избягали от керван товарни камили въведени в района през 1829 г. от Маркиз де Молина. През 1950 г. е имало само осем камили, които обаче са били застрашени от бракониери .

## Екологични проблеми

### Пилигрими
Паркът е част от маршрута на християнски поклонници, които ежегодно могат да достигнат до един милион. Това обаче оказва сериозно влияние на екосистемата.

### Минно замърсяване
През 1998 г. парка претърпява екологична катастрофа в резултат на масивен разлив на метални отпадъци от резервоар на мина намираща се нагоре по течението на Гуадалкивир.

### Въздействие на селското стопанство
През 2007 г. Световния фонд за дивата природа предупреждава, че ягодовите ферми разположени около парка, в които се произвеждат 95% от испанските ягоди, заплашват да причинят катастрофални щети в резултат на изпомпването на подпочвените води и замърсяване на почвата и водите с пестициди.